# 学力均等
学力均等（がくりょくきんとう）とは、小中高校などでクラス編成を行う際に、集団全体の学力分布に沿って、クラス間の学力分布に偏りが生じないように生徒を各クラス振り分けることをいう。また、総合選抜方式を採用している高校の入学試験では、学区全体での合格者を決定した後に、合格者の学力分布に従って、高校間の学力分布に偏りが生じないように、合格者を各高校に振り分ける。

## 学力均等方式による総合選抜の具体例

### 兵庫県明石学区（1975年度～）
- (1) 学区内にある6つの高等学校（普通科）の受検者について、成績の上位の者から順に総募集定員を満たす者を選別する。
(2) 上記の合格者は、19の群(グループ)に分類される。これらの群は、それぞれ、ほぼ成績の等しい者をもって構成される。
(3) 一つの成績群の中で、志望者の数が、それぞれの高等学校に配分される定員に等しいか、あるいは、定員に満たない場合には、そのまま志望する高等学校の合格者となる。
(4) 一つの成績群の中で、志望者の数が、それぞれの高等学校に配分される定員を超える場合には、各中学校からの当該高等学校のその成績群内における志望者数・交通事情等を勘案して合格校が決定される。
(5) 上記４で志望が認められなかった者については、交通事情等を勘案して合格校が決定される。

上記のような方法で、19の各群が6つの高校に均等に配分される。